# 66 Возничего
66 Возничего (лат. 66 Aurigae, HD 57669) — одиночная звезда в созвездии Возничего на расстоянии приблизительно 880 световых лет (около 270 парсеков) от Солнца. Видимая звёздная величина звезды — +5,188m. Возраст звезды оценивается как около 107 млн лет.

## Характеристики
66 Возничего — оранжевый гигант спектрального класса K0,5IIIa. Масса — около 5,05 солнечных, радиус — около 48,05 солнечных, светимость — около 834,272 солнечных. Эффективная температура — около 4475 К.